# Caso de las máscaras de plomo

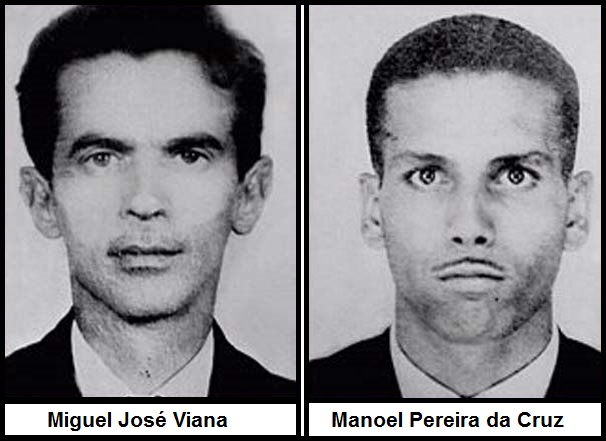
Miguel José Viana y Manoel Pereira da Cruz.

El Caso de las máscaras de plomo, también conocido como el Misterio de las máscaras de plomo (en portugués: mistério das máscaras de chumbo), se trata de un caso sin resolver ocurrido el agosto de 1966 en Niterói, en el Estado de Río de Janeiro en Brasil. Los cadáveres de dos electricistas, Miguel José Viana y Manoel Pereira da Cruz, fueron encontrados vistiendo trajes formales, unos impermeables y portando unas gafas protectoras de plomo, fabricadas por ellos mismos. La causa de la muerte nunca ha sido determinada.

## Eventos
En la tarde del 20 de agosto de 1966, un niño volaba una cometa en el Morro do Vintém en Niterói, Río de Janeiro, cuando encontró los cuerpos de dos hombres fallecidos y denunció los hechos a las autoridades. El Morro do Vintém tenía un terreno difícil y la policía no pudo llegar a los cuerpos hasta el día siguiente. Cuando un pequeño equipo de policías y bomberos acudieron a la zona, hallaron una escena inusual: los dos cadáveres descansaban uno al lado del otro, parcialmente cubiertos por la hierba. Cada cuerpo vestía de traje, usaban unos anteojos de plomo y llevaban puesto un impermeable. No había signos de traumatismo ni evidencia de lucha. Junto a ellos, la policía encontró una botella de agua vacía y un paquete que contenía dos toallas mojadas. También se localizó un pequeño cuaderno en el que estaban escritas las siguientes instrucciones:

16:30 Hs. está local determinado. 18:30 Hs. ingerir cápsula após efeito, proteger metais aguardar sinal máscara.
A las 16:30 estar en el lugar fijado. A las 18:30 tomar las cápsulas, después proteger la cara con metal y esperar que aparezca la señal.

Ambas víctimas fueron identificadas como Manoel Pereira da Cruz y Miguel José Viana, dos electricistas de Campos dos Goytacazes, una localidad a varios kilómetros al noreste de Río de Janeiro. Luego de una investigación, la policía reconstruyó una narración plausible de los últimos días de los hombres. El 17 de agosto, Cruz y Viana salieron de Campos dos Goytacazes con la intención declarada de que necesitaban comprar algunos materiales para el trabajo. Luego, los dos hombres se subieron a un autobús dirección a Niterói y llegaron a las 14:30 de la tarde. Las evidencias muestran que los dos abrigos impermeables fueron comprados en una tienda de la localidad, para posteriormente ir a una cafetería local donde pidieron una botella de agua. Al ser entrevistada, la camarera del bar describió a Miguel como "muy nervioso" y notó que consultaba su reloj con frecuencia. Además, agregó que le firmaron una nota jurada de que ambos volverían para pagar la botella que solicitaron. Esa es la última vez que fueron vistos con vida; se presume que fueron directamente del bar al lugar donde fueron descubiertos.
No se descubrieron lesiones evidentes en el lugar, ni más tarde en la autopsia que se llevó a cabo semanas más tarde. La oficina del forense estaba muy ocupada en ese momento, y cuando finalmente se realizó la autopsia, los órganos internos de las dos víctimas estaban demasiado descompuestos para realizar pruebas fiables. Debido a este retraso, no se llegaron a realizar pruebas de sustancias tóxicas.

## Teorías
Hay múltiples teorías que se han propuesto para explicar este caso, que van desde un asesinato premeditado hasta un avistamiento de ovnis. Una teoría gira en torno al testimonio de un amigo de los dos hombres, quien afirmó que ambos eran integrantes de un grupo secreto de "espiritualistas científicos". Aparentemente, los dos hombres intentaban ponerse en contacto con extraterrestres o espíritus usando drogas psicodélicas. Creyendo que tal encuentro estaría acompañado de una luz cegadora, Viana y Pereira da Cruz fabricaron máscaras de metal para protegerse los ojos y probablemente fallecieron por sobredosis de drogas. Este relato está corroborado por la entrada del diario esotérico que fue hallado en la escena del crimen y por los materiales para hacer máscaras y la colección de literatura sobre espíritus que se encontró en las casas de los dos hombres.